# Lúcia Tereza
Lúcia Tereza Rodrigues dos Santos (Presidente Prudente, 31 de outubro de 1946 – Cacoal, 23 de dezembro de 2016) foi uma professora e política brasileira, filiada ao Partido Progressista. Foi diretora da Escola 7 de Setembro, candidata a Deputada Federal, Prefeita de Espigão do Oeste e Deputada Estadual na Assembléia Legislativa de Rondônia. Foi a primeira mulher a ser eleita prefeita na Amazônia, em 1982.

## Biografia
Desde muito jovem Lúcia Tereza tinha o pensamento voltado para a área educacional e, por esse motivo, fez o curso de Magistério, concluindo-o em 1969.
Iniciou suas atividades profissionais como professora em 1970, quando começou a lecionar em uma fazenda localizada em Teodoro Sampaio (São Paulo).
Em 1970 casou-se com Sebastião Rodrigues dos Santos e foram residir em Três Lagoas (Mato Grosso do Sul).
Em 1973, mudou-se para Espigão do Oeste (Rondônia), onde em 1975 assumiu a direção da Escola 7 de Setembro permanecendo nessa função por sete anos.
Paralela à função de educadora, atuou também na orientação dos professores rurais e principalmente na assistência aos doentes e carentes da cidade. Essa dedicação e abnegação fizeram com que todos aqueles a considerassem como uma mulher, uma extremosa mãe e lhe deram um apelido carinhoso: “Mamãe Lúcia”.

## Política
Em 1982, foi candidata a prefeitura de Espigão do Oeste pelo PDS, concorreu com cinco candidatos e terminou eleita com 2.126 votos, sendo a primeira mulher a ser eleita prefeita na Amazônia.
Em 1989, filiou-se ao PSC e em 1990 foi eleita Deputada Estadual de Rondônia pelo PSC, com 2.560 votos. Na época, foi a décima sétima mais votada na Assembléia Legislativa, onde exerceu seu mandato entre 1991 e 1994.
Em 1994, foi reeleita Deputada Estadual com 5.076 votos, sendo a oitava mais votada de Rondônia. Cumpriu seu segundo mandato entre 1995 e 1998.
Em 1997, filiou-se ao PFL e nas eleições de 1998, foi novamente candidata a Deputada Estadual. Recebeu 6.364 votos (a décima mais votada) mas acabou não sendo eleita, permanecendo como suplente. No entanto, acabou assumindo a vaga em 1999, onde permaneceu por alguns meses.
No ano seguinte, em 2000, candidatou-se novamente a prefeitura de Espigão do Oeste pelo PTB, recebeu 4.862 votos (38,42% dos votos válidos) e foi eleita pela segunda vez prefeita do município. Em 2004, foi reeleita prefeita com 5.634 votos (38,02% dos votos válidos), superando outros dois candidatos.
Nas eleições de 2010, após oito anos seguidos na prefeitura de Espigão do Oeste, Lúcia Tereza candidatou-se novamente a Deputada Estadual pelo PP, recebeu 9.012 votos (vigésima primeira mais votada) mas acabou não sendo eleita.
Em 2014, novamente disputou uma vaga na Assembleia Legislativa de Rondônia, recebeu 11.652 votos (1,42% dos votos válidos) e tornou-se pela quarta vez Deputada Estadual de Rondônia, sendo a sétima mais votada..

## Falecimento
Na noite do dia 22 de dezembro de 2016 a deputada deu entrada no Hospital Regional de Cacoal, onde foi submetida a uma cirurgia de emergência devido a um aneurisma na aorta. Após a cirurgia que terminou na madrugada do dia 23, ela foi internada na UTI, onde faleceu às 6h50.. 
Seu velório e sepultamento foi realizado em Espigão do Oeste e atraiu milhares de pessoas e diversas autoridades.
O prefeito de Espigão do Oeste e o Governador de Rondônia decretaram luto oficial de três dias. Outras dezenas de autoridades, sites, entidades, associações e órgãos públicos lamentaram a morte da deputada:
- Assembléia Legislativa do Estado de Rondônia
- Prefeitura de Rolim de Moura[13]
- Ministério Público de Rondônia[14]
- Defensoria Pública do Estado de Rondônia[15]
- Tribunal de Contas do Estado de Rondônia[16]
- Associação Rondoniense de Municípios[17]
- Associação Comercial de Rondônia[18]
- Deputado estadual José Lebrão (PMDB)[19]
- CAERD [20]
- Prefeito de Porto Velho, Hildon Chaves[21]
- Partido Progressista (PP)[22]
- Superintendente Estadual de Turismo[23]
- Deputada Federal Marinha Raupp[24]
- Senador Valdir Raupp[24]
- Deputado Estadual Dr. Neidson (PMN)[25]
- Site de Notícias Rondônia ao Vivo[26]
- Vereadora de Porto Velho, Cristiane Lopes (PP)[27]
- Deputado Estadual Jean Oliveira[28]
- Deputado Estadual Ezequiel Junior[29]
- Federação das Indústrias do Estado de Rondônia (Fiero)[30]
- Sindicato dos Servidores da Polícia Civil (Sinsepol)[31]
- Sindicato dos Agentes Penitenciários de Rondônia (Singeperon)[32]
- Senador Ivo Cassol[33]
- Federação do Comércio de Bens, Serviços e Turismo do Estado de Rondônia (Fecomércio)[34]
- PSDB de Rondônia[35]
- Ordem dos Advogados do Brasil - Rondônia (OAB/RO)[36]
- Senador Acir Gurgacz [37]